# Lunglei (huyện)
Huyện Lunglei là một huyện thuộc bang Mizoram, Ấn Độ. Thủ phủ huyện Lunglei đóng ở Lunglei. Huyện Lunglei có diện tích 4572 ki lô mét vuông. Đến thời điểm năm 2001, huyện Lunglei có dân số 137155 người.